# Rehaset Mehari
Rehaset Mehari (sinh ngày 5 tháng 3 năm 1989 tại Agertsiot) là một vận động viên chạy đường dài người Eritrea. Cô đã tham gia cuộc thi marathon tại Thế vận hội Mùa hè 2012, xếp thứ 59 với thời gian 2:35:49.